# Bīseh
Bīseh (persiska: بيسِه, بيشِه, Pīseh, پيسِه, نسیه, بيسه) är en ort i Iran.   Den ligger i provinsen Hormozgan, i den södra delen av landet, 1 000 km söder om huvudstaden Teheran. Bīseh ligger 494 meter över havet och antalet invånare är 204.
Terrängen runt Bīseh är varierad.Runt Bīseh är det glesbefolkat, med 11 invånare per kvadratkilometer. Närmaste större samhälle är Merd-e Now, 16,2 km sydost om Bīseh. Trakten runt Bīseh är ofruktbar med lite eller ingen växtlighet.